# سنت بنو
سنت بنو (انگلیسی: Benno؛ ۱۰۱۰ – ۱۶ ژوئن ۱۱۰۶) یک قدیس مسیحی اهل آلمان بود.